# パブロ・トーレ
パブロ・トーレ・カラル（Pablo Torre Carral, 2003年4月3日 - ）は、スペイン・カンタブリア州サンタ・クルス・デ・ベサナ出身のサッカー選手。 RCDマジョルカ所属。ポジションはMF。

## クラブ経歴
2020年に地元のラシン・サンタンデールのトップチームに昇格。10月18日のプリメーラ・ディビシオンRFEF (3部リーグ)のクルブ・ポルトゥガレテ戦でプロデビュー。2021年2月22日のCDラレド戦でプロ初ゴールを決めると同月28日のバラカルドCF戦では2ゴールを記録。以降先発に定着。2020~21シーズンは24試合4ゴールを記録。2021-22シーズンもチームの中心を担う活躍を見せ、2022年3月にはレアル・マドリードとFCバルセロナが、水面下でトーレの争奪戦を繰り広げていると報じられた。
2022年3月4日、FCバルセロナと4年契約を締結し、同年7月より傘下のFCバルセロナBに配属されることが発表。6月15日に入団会見が執り行われた。2022年11月2日、UEFAチャンピオンズリーググループステージ第6節、ヴィクトリア・プルゼニ戦では初スタメンを飾り、ゴールも決めた。このゴールは19歳212日で達成したものであり、FCバルセロナ史上のランキングでは最小記録2番目となっている。
2023年7月18日、2023-24シーズンはジローナFCへレンタル移籍されることが決定した。
2025年7月15日、RCDマジョルカに移籍した。

## 代表経歴
2021年からU-19のスペイン代表に招集されている。

## タイトル

### クラブ
ラシン・サンタンデール
- プリメーラ・ディビシオンRFEF：2021-2022

FCバルセロナ
- リーガ・エスパニョーラ：2022-23[9], 2024-25
- コパ・デル・レイ：2024-25
- スーペルコパ・デ・エスパーニャ：2024-25